# Kind mod Kind
Kind mod Kind er et dansk band bestående af Mads Skogstad Boldt Rasmussen, Andreas Grønne, Julius Amdisen, Gustav Lahrmann og Mikkel Marcus Strandberg. Udgav deres debut EP kindmodkindmodkindmodkind... i 2022 og deres debutalbum </3 i 2023. Kendt for singler som Love Isn't Easy (feat. Medina).